# Ectropis deodarae
Ectropis deodarae là một loài bướm đêm trong họ Geometridae.